# GPR110
G protein spregnuti receptor 110 je protein koji je kod ljudi kodiran GPR110 genom.

## Literatura
- Maruyama K, Sugano S (1994). „Oligo-capping: a simple method to replace the cap structure of eukaryotic mRNAs with oligoribonucleotides.”. Gene. 138 (1–2): 171—4. PMID 8125298. doi:10.1016/0378-1119(94)90802-8.
- Bonaldo MF, Lennon G, Soares MB (1997). „Normalization and subtraction: two approaches to facilitate gene discovery”. Genome Res. 6 (9): 791—806. PMID 8889548. doi:10.1101/gr.6.9.791.
- Suzuki Y; Yoshitomo-Nakagawa K; Maruyama K;  . (1997). „Construction and characterization of a full length-enriched and a 5'-end-enriched cDNA library”. Gene. 200 (1–2): 149—56. PMID 9373149. doi:10.1016/S0378-1119(97)00411-3.
- Takeda S; Kadowaki S; Haga T;  . (2002). „Identification of G protein-coupled receptor genes from the human genome sequence”. FEBS Lett. 520 (1–3): 97—101. PMID 12044878. doi:10.1016/S0014-5793(02)02775-8.
- Strausberg RL; Feingold EA; Grouse LH;  . (2003). „Generation and initial analysis of more than 15,000 full-length human and mouse cDNA sequences”. Proc. Natl. Acad. Sci. U.S.A. 99 (26): 16899—903. PMC 139241 . PMID 12477932. doi:10.1073/pnas.242603899.
- Vassilatis DK; Hohmann JG; Zeng H;  . (2003). „The G protein-coupled receptor repertoires of human and mouse”. Proc. Natl. Acad. Sci. U.S.A. 100 (8): 4903—8. PMC 153653 . PMID 12679517. doi:10.1073/pnas.0230374100.
- Mungall AJ; Palmer SA; Sims SK;  . (2003). „The DNA sequence and analysis of human chromosome 6”. Nature. 425 (6960): 805—11. PMID 14574404. doi:10.1038/nature02055.
- Ota T; Suzuki Y; Nishikawa T;  . (2004). „Complete sequencing and characterization of 21,243 full-length human cDNAs”. Nat. Genet. 36 (1): 40—5. PMID 14702039. doi:10.1038/ng1285.
- Bjarnadóttir TK; Fredriksson R; Höglund PJ;  . (2005). „The human and mouse repertoire of the adhesion family of G-protein-coupled receptors”. Genomics. 84 (1): 23—33. PMID 15203201. doi:10.1016/j.ygeno.2003.12.004.